# Partido Húngaro del Perro de Dos Colas
El Partido Húngaro del Perro de Dos Colas (en húngaro: Magyar Kétfarkú Kutya Párt; MKKP) es un partido político satírico en Hungría. Fue fundado en Szeged en 2006, pero no se registró como partido político oficial hasta 2014. La principal actividad del partido es el arte callejero, que consiste en grafitis, plantillas y carteles que parodian a la élite política húngara.
Debido a que el partido participó en las elecciones legislativas húngaras de 2018, el partido es elegible para recibir fondos gubernamentales, los que gasta en el "Programa público de despilfarro de fondos estatales de Sándor Rózsa".

## Historia

### Fundación y elecciones de 2006 y 2010

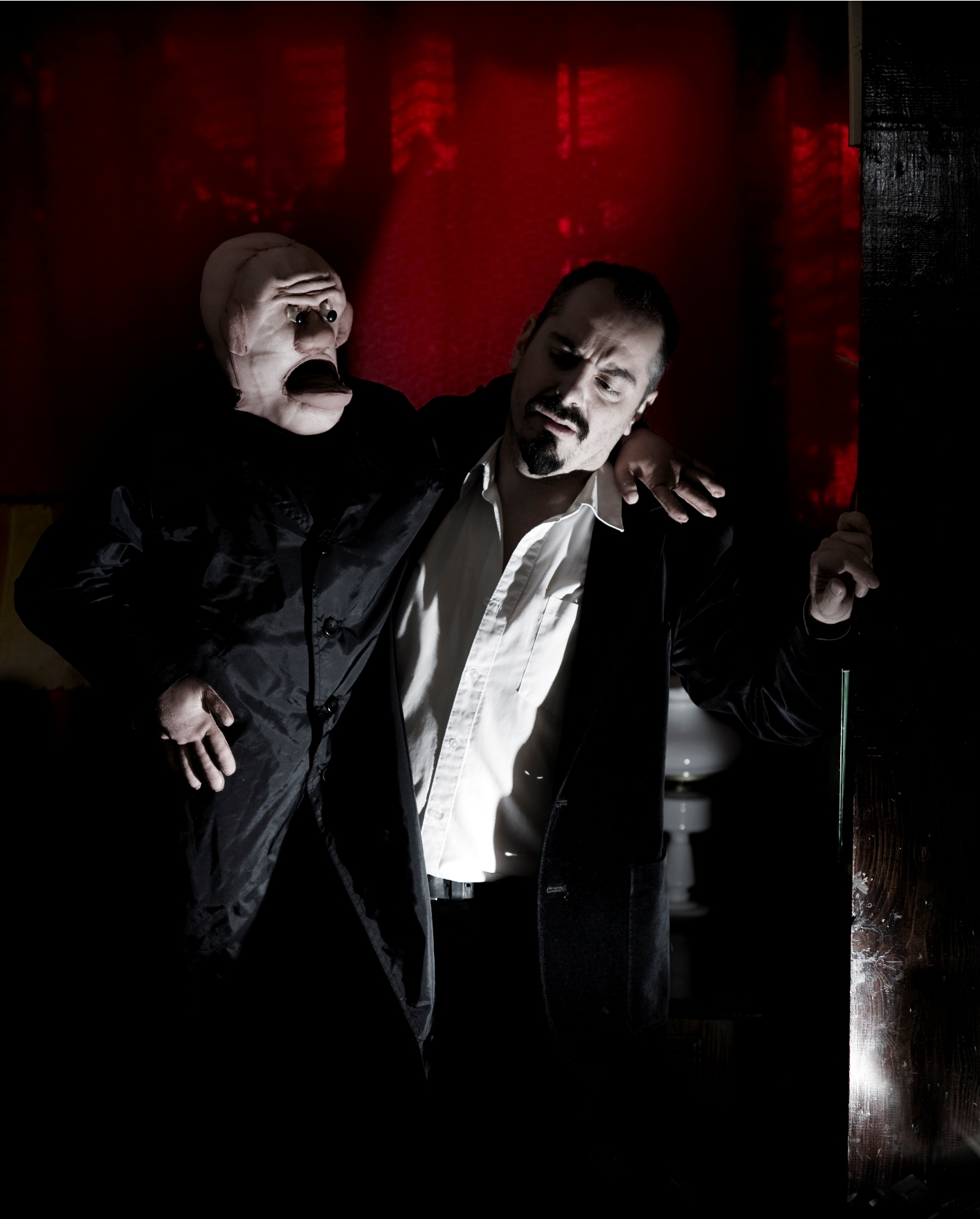
Dániel Mogács en 2008.

Todos los candidatos electorales se llamaron Nagy István ("Esteban Grande", equivalente húngaro del español Juan Pérez) durante las elecciones nacionales y locales de 2006. Se eligió el nombre porque Nagy es el apellido más común en Hungría e István es un nombre muy común.
El Partido del Perro de Dos Colas no fue un partido político registrado hasta 2014, aunque participó en las elecciones de 2006. La plataforma del partido promete la vida eterna, la paz mundial, una semana laboral de un día, dos puestas de sol al día (en colores variados), menor gravedad, cerveza gratis e impuestos bajos. Otras promesas electorales han incluido la construcción de una montaña en la Gran llanura húngara. Los carteles electorales de los partidos se pueden ver principalmente en Szeged; la mayoría presentaba al candidato István Nagy, que es un perro de dos colas, con consignas como "Es tan lindo, seguro que no te va a robar".
El partido posee buenas relaciones con otro partido de broma, el Cuarto Camino, que está dirigido por dos pájaros. Sin embargo, hay algunos desacuerdos entre ellos, ya que el Cuarto Camino planea abolir la gripe aviar, a lo que se opone el Partido del Perro de Dos Colas por el principio de los «derechos virales». El 20 de junio de 2009, el MKKP realizó una protesta "general" con aproximadamente trescientos participantes frente a la Oficina Central de Estadística de Hungría (KSH) para exigir "¡Mañana debería ser ayer!", "¡Parece estúpido!" y "¡Disolver!" etc., con un canto de "¿Qué queremos? ¡Nada! ¿Cuándo lo queremos? ¡Nunca!".
En 2010, el partido anunció su candidatura a la alcaldía de Budapest con el lema principal "¡Que todo sea mejor!". Los lemas de la campaña incluyen "¡Más de todo, menos nada!", "¡Vida eterna, cerveza gratis, deducción de impuestos!" y "¡Prometemos cualquier cosa!". En Erzsébetváros (Distrito VII, Budapest), el candidato a alcalde del partido fue el destacado comediante Dániel Mogács, quien ha llevado a cabo una serie de acciones de sensibilización durante el período de campaña, incluida una entrevista surrealista con la presentadora de televisión Olga Kálmán. Sin embargo, ninguno de los candidatos pudo recolectar el número apropiado de boletas de recomendación para participar en la elección. De acuerdo con su programa económico detallado, MKKP tenía la intención de convertir la estación espacial Szeged en un puerto espacial interplanetario, iniciando la exportación de Pulis a Jamaica. El programa también contenía elementos ambientales, como parchar el agujero de la capa de ozono y la creación de nuevas especies para reemplazar las especies extintas. El partido también propuso establecer relaciones comerciales con formas de vida extraterrestres y abrir un restaurante húngaro en Marte para mejorar la imagen del país.

### Partido oficial

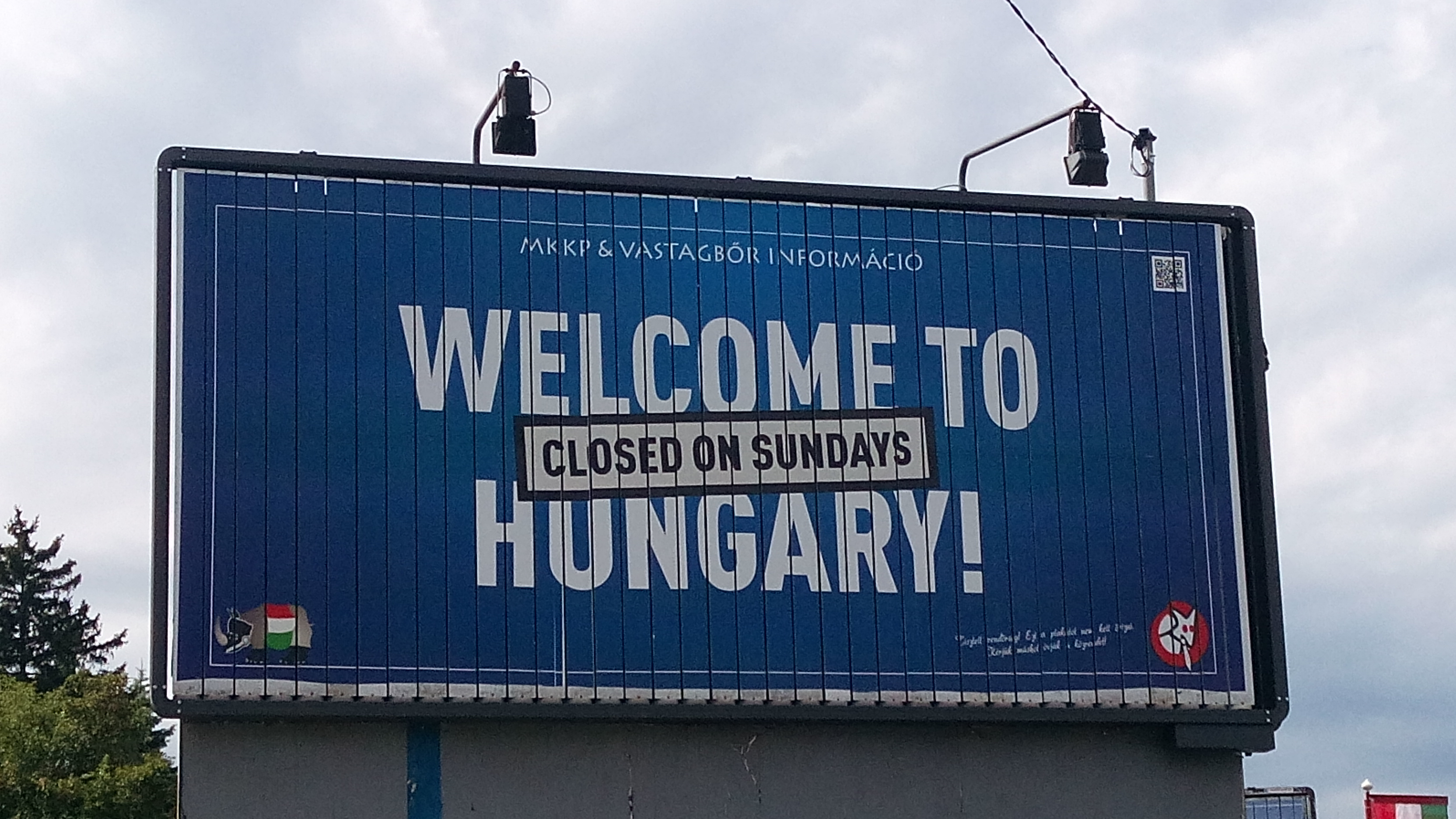
Letrero del MKKP & Vastagbőr en 2015 durante la crisis migratoria europea, y que también hace referencia a la postura del gobierno sobre las leyes de cierre del comercio dominical, que consideran retrógrada.

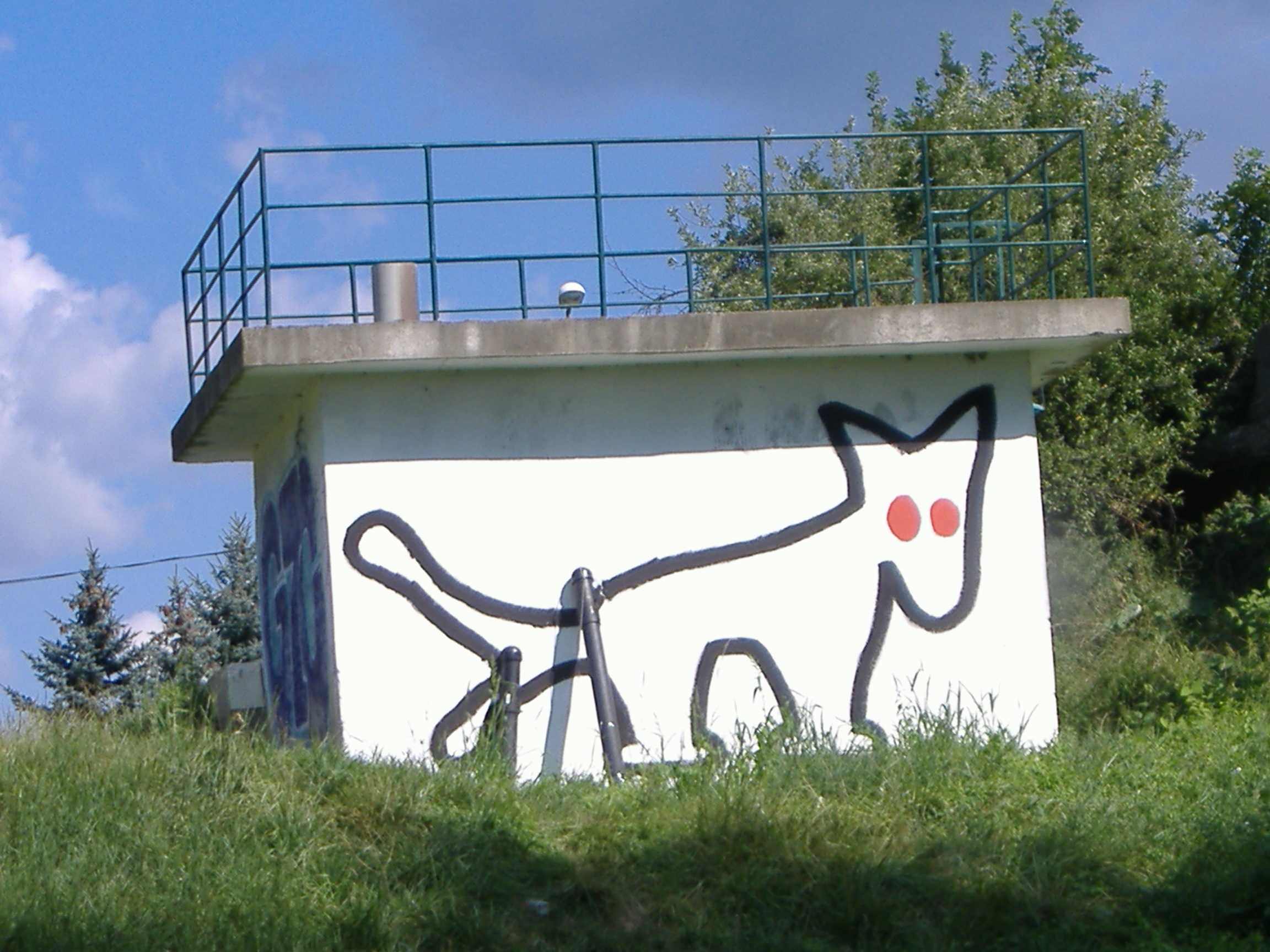
Grafiti del perro de dos colas, símbolo del partido.

Desde 2013, el partido estaba tratando de terminar el proceso de registro oficial, que la nueva ley electoral hizo obligatorio, para poder iniciar su campaña. El registro fue rechazado a principios de 2014, en referencia a la "falsedad" del partido. En julio de 2014, la Corte Suprema dictaminó que no hay objeciones contra el registro del partido y el proceso de registro podía continuar. El MKKP se registró oficialmente el 8 de septiembre de 2014, solo 16 minutos antes de la fecha límite para la nominación de candidatos para las elecciones locales de 2014. Así impidió la participación del partido en la elección.
En junio de 2015, el tercer gobierno de Orbán lanzó una campaña de carteles durante la intensificación de la crisis migratoria europea. Su cartel, entre otros, decía "¡Si vienes a Hungría, no puedes quitarles los trabajos a los húngaros!". En respuesta, el Partido del Perro de Dos Colas y el blog Vastagbőr pidieron conjuntamente una "campaña contra la anti-inmigración" y recaudaron más de 33 millones de florines (diez veces la cantidad esperada) de los partidarios para establecer alrededor de 800 vallas publicitarias con eslóganes irónicos y divertidos en húngaro e inglés como caricaturas de los mensajes de los gobiernos, como "Lo siento por nuestro primer ministro" y "¡Siéntete libre de venir a Hungría, ya trabajamos en Inglaterra!".
El 4 de febrero de 2016, una encuesta de Medián registró por primera vez el apoyo al Partido Húngaro del Perro de Dos Colas, que recibió el 1% entre toda la población.
El Partido Húngaro del Perro de Dos Colas participó de cerca en la campaña durante el referéndum de cuotas de inmigrantes de octubre de 2016, burlándose de los mensajes y frases antiinmigrantes del gobierno. El partido gastó 100.000€ de donaciones voluntarias de 4000 personas para sus carteles con eslóganes satíricos como "¿Sabías que hay una guerra en Siria?", "¿Sabías que un millón de húngaros quieren emigrar a Europa?", "¿Sabías que los perpetradores en la mayoría de los casos de corrupción son los políticos" y "¿Sabías que durante los Juegos Olímpicos, el mayor peligro para los participantes húngaros provenía de los competidores extranjeros?". El líder del partido, Gergely Kovács, le dijo a BBC News que "... Lo que podemos hacer es apelar a los millones de húngaros que están molestos por la campaña del gobierno. Queremos que sepan que no están solos". Por lo tanto, el partido pidió a la gente que votara inválidamente. Finalmente, el 6% de los votantes emitieron un voto nulo.
Poco antes del referéndum, el partido puso a disposición una aplicación móvil para descargar en su sitio web. La aplicación, llamada "Vote Invalidly", podría usarse para tomar una foto de los votos anulados y publicarla. MKP recibió una multa de 832 000 florines húngaros por lanzar la aplicación, porque publicar una papeleta es ilegal (aunque la aplicación las publicó de forma anónima). Posteriormente, la multa se redujo a 100 000 florines húngaros por decisión de la Corte argumentando que la publicación de papeletas de forma anónima no violaba el secreto de la votación, aunque era un mal uso de las papeletas de voto.
El partido participó oficialmente en las elecciones parlamentarias de 2018 y obtuvo el 1,73 % de los votos, pero no obtuvo escaños.

### Elecciones al Parlamento Europeo de 2019
El partido participó en las elecciones al Parlamento Europeo de 2019. A pesar de recibir el 2,62% de los votos, no obtuvo un escaño. Sus promesas de campaña incluían la construcción de un paso elevado sobre el país para los refugiados, la apertura de seis tiendas Nemzeti Dohánybolt fuera de Hungría, la introducción de la siesta obligatoria y la prohibición del Festival de la Canción de Eurovisión.

### Elecciones locales de 2019
En las elecciones locales de 2019, el partido se presentó en cuatro distritos de Budapest (II, XII, XIV, XV) donde había elegido un miembro del consejo cada uno. También, oficial o extraoficialmente, apoyaron a un puñado de candidatos a la alcaldía, sobre todo en Ferencváros y Szombathely. Después de las elecciones, la recién elegida alcaldesa de Ferencváros, Krisztina Baranyi, nombró a la miembro del MKKP Zsuzsanna Döme como una de sus vicealcaldesas.

## Arte callejero

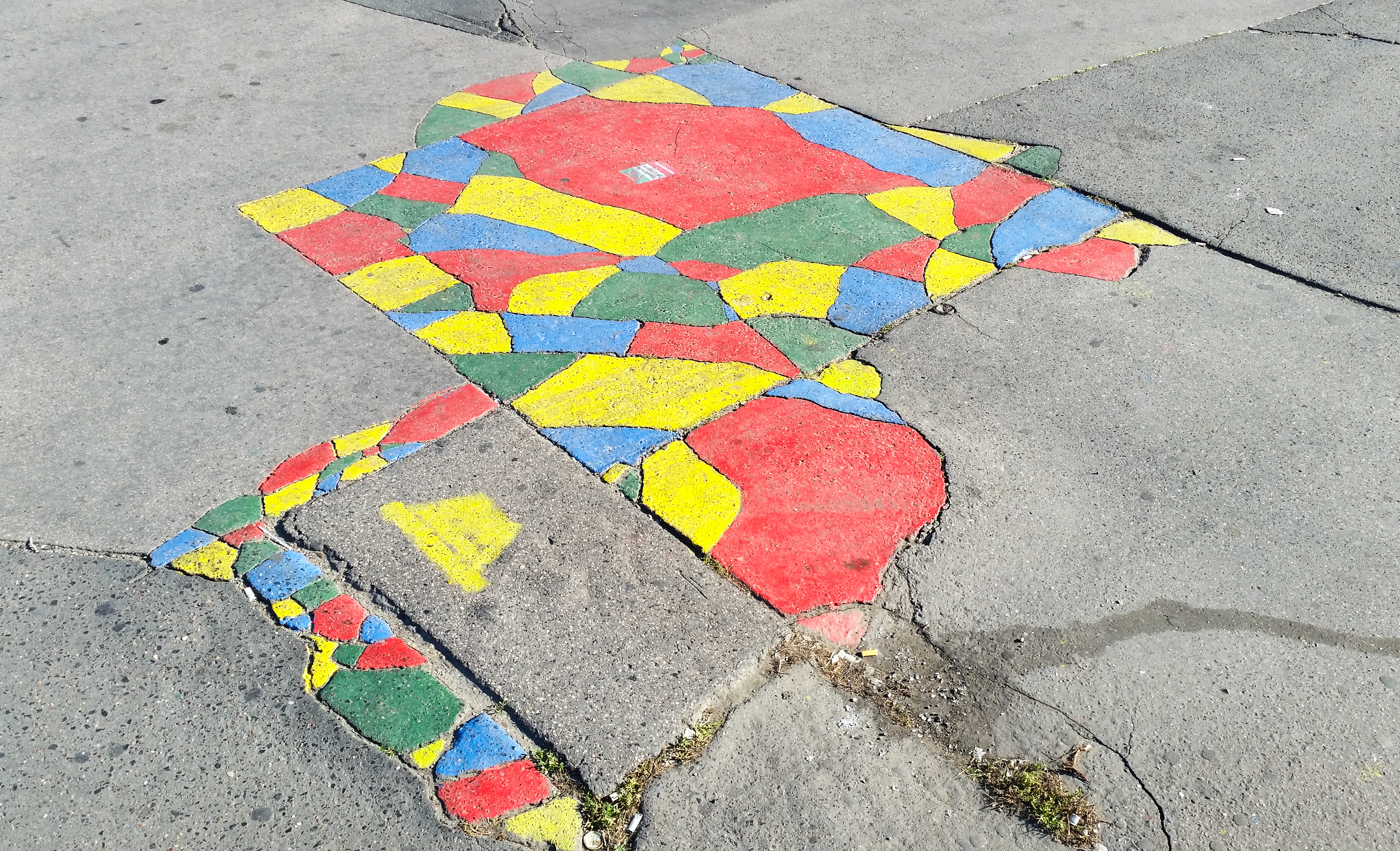
Arte callejero en Budapest que ilustra el teorema de los cuatro colores.

La principal actividad del partido es el arte callejero: grafitis, esténciles y diversos carteles. A menudo son humorísticos, al tiempo que brindan críticas severas hacia varias políticas empresariales, el estado de los ferrocarriles húngaros, imitan pegatinas de anuncios empresariales, sabotean grandes vallas publicitarias o brindan un simple meta-humor. El hombre detrás del partido fue demandado por los Ferrocarriles Estatales de Hungría por pegatinas que decían "Nuestros trenes están deliberadamente sucios" o "Nuestros trenes están deliberadamente retrasados", pero no fue condenado. En 2009 creó una parodia del sitio web Pecs2010.hu —el sitio oficial de Pécs como Capital Europea de la Cultura en 2010—, por lo que fue amenazado con emprender acciones legales, pero los propietarios del sitio original se retractaron después de que el caso generó publicidad hacia la ciudad.

## Resultados electorales

### Asamblea Nacional
| Año  | Asamblea Nacional | Asamblea Nacional | Asamblea Nacional       | Asamblea Nacional | Gobierno           |
| Año  | N° de votos       | % de votos        | N° de escaños obtenidos | +/–               | Gobierno           |
| ---- | ----------------- | ----------------- | ----------------------- | ----------------- | ------------------ |
| 2018 | 99 410            | 1,73% (7°)        | 0/199                   |                   | extraparlamentario |
| 2022 | 185 030           | 3,27% (4°)        | 0/199                   | Sin cambios       | extraparlamentario |

### Parlamento Europeo
| Año  | Parlamento Europeo | Parlamento Europeo | Parlamento Europeo      | Parlamento Europeo | Grupo parlamentario |
| Año  | N° de votos        | % de votos         | N° de escaños obtenidos | +/–                | Grupo parlamentario |
| ---- | ------------------ | ------------------ | ----------------------- | ------------------ | ------------------- |
| 2019 | 90 912             | 2,62% (7°)         | 0/21                    |                    | —                   |
| 2024 | 163 960            | 3,59% (6°)         | 0/21                    | Sin cambios        | —                   |